# Okmenitsa
Okmenitsa (ryska: Окменица) är ett vattendrag i Belarus.   Det ligger i voblasten Vitsebsks voblast, i den norra delen av landet, 200 km norr om huvudstaden Minsk.
Runt Okmenitsa är det glesbefolkat, med 16 invånare per kvadratkilometer.